# Мариан Схоластик
Мариа́н Схола́стик (др.-греч. Μαριανóς Σχολαστικός, лат. Marianus Scholasticus) — византийский поэт, живший в V—VI веках н. э.
В Палатинской антологии и Планудовом приложении сохранились 6 эпиграмм Мариана Схоластика, все — описательного рода: похвалы горячему источнику (AP IX, 626—627), дворцу в Константинополе (AP IX, 657), роще в предместье Амасии (AP IX, 668—669); экфраза статуи или картины, изображающей Эрота (AP XVI, 201). Традиционный античный топос «приятного места» (лат. locus amoenus) соединяется в них с галантно-утончёнными намёками на любовную тему.
Здесь под навесом платанов однажды Эрот утомлённый

        Сладким покоился сном, нимфам свой факел отдав.

Нимфы сказали друг дружке: «Что медлим? Погасим скорее

        Факел, а с ним и огонь, смертным палящий сердца!»

Пламя, однако, и воды зажгло. И купальщикам нимфы

        Эротиады с тех пор воду горячую льют.

Наибольшую известность в позднейшей культуре получила эпиграмма о горячем источнике AP IX, 627. Среди множества обработок её сюжета — стихотворение «Горючий ключ» Гавриила Державина (1797) и сонеты 153 и 154 Уильяма Шекспира.
Словарь «Суда» сообщает, что поэт Мариан был сыном адвоката и прокуратора по имени Марс, переселившегося из Рима в Елевферополь; что Мариан пользовался милостью императора Анастасия и написал парафразы в ямбах классических произведений древнегреческой литературы: идиллий Феокрита (3150 стихов), «Аргонавтики» Аполлония Родосского (5608 стихов), «Гекалы», «Причин», гимнов и эпиграмм Каллимаха (6810 стихов), «Феноменов» Арата (1140 стихов), «О животных ядах» Никандра (1370 стихов), — а также «многих других».
Обычно принимавшееся отождествление Мариана Схоластика из Палатинской антологии с Марианом из «Суды» было, однако, подвергнуто во второй половине XX века сомнению.